# Tommaso Valentinetti
Tommaso Valentinetti (* 11. srpna 1952 Ortona) je italský římskokatolický duchovní a arcibiskup Pescary-Penne.

## Život
Narodil se 11. srpna 1952 v Ortoně.
Vstoupil do Papežského regionálního semináře v Chieti a od roku 1973 pobýval v Almo collegio Capranica v Římě, kde studoval na Papežské univerzitě Gregoriana. Dne 25. června 1977 byl vysvěcen na kněze a inkardinován do diecéze Ortona. Poté studoval biblistiku na Papežském biblickém institutu v Jeruzalémě.
Od roku 1979 působil ve farnosti Neposkvrněné Panny Marie a následující rok sloužil ve farnosti Krista Krále v Ortoně. Poté se stal farářem farnosti svatého Josefa a ve farnosti svatého Gabriela. V rámci diecézní správy vykonával funkci biskupského vikáře pro pastoraci a generálního vikáře. V letech 1995–2001 byl profesorem biblistiky na Papežském regionálním semináři.
Dne 25. března 2000 jej papež Jan Pavel II. jmenoval biskupem Termoli-Larino. Biskupské svěcení přijal 20. května z rukou arcibiskupa Camilla Ruiniho a spolusvětiteli byli arcibiskup Enzio d'Antonio a arcibiskup Armando Dini. Dne 4. listopadu 2005 byl papežem Benediktem XVI. ustanoven metropolitním arcibiskupem Pescary-Penne. Dne 29. června následujícího roku obdržel od papeže pallium.